# Гилдхоллская школа музыки и театра
Гилдхоллская школа музыки и театра (англ. Guildhall School of Music and Drama) — британское высшее учебное заведение в области музыки и театра. Находится в Лондоне, основана в 1880 году как Гилдхоллская школа музыки. В 1935 году к консерватории был добавлен театральный институт, а название изменилось на нынешнее. С 1977 года школа занимает нынешнее здание в Барбикан-центре Лондона.
Консерватория специализируется на академической музыке, в том числе опере, однако имеет и факультет джаза. В театральном институте наряду с актёрским факультетом работают также отделение театрального менеджмента и сценических технологий. По субботам при консерватории действует специализированная детская школа (Junior Guildhall, a specialist Saturday School) для учащихся в возрасте от 4 до 18 лет.